# Улф (окръг, Кентъки)
Окръг Улф (на английски: Wolfe County) е окръг в щата Кентъки, Съединени американски щати. Площта му е 578 km², а населението - 7065 души (2000). Административен център е град Камптън.